# Macrodasyida
Ordre
Les Macrodasyida sont un ordre de gastrotriches.

## Liste des familles
Selon World Register of Marine Species (20 juin 2025) :
- Cephalodasyidae Hummon & Todaro, 2010
- Dactylopodolidae Strand, 1929
- Hummondasyidae Todaro, Leasi & Hochberg, 2014
- Lepidodasyidae Remane, 1927
- Macrodasyidae Remane, 1924
- Planodasyidae Rao & Clausen, 1970
- Redudasyidae Todaro, Dal Zotto, Jondelius, Hochberg, Hummon, Kanneby & Rocha, 2012
- Thaumastodermatidae Remane, 1927
- Turbanellidae Remane, 1926
- Xenodasyidae Todaro, Guidi, Leasi & Tongiorgi, 2006
- famille indéterminée
  - Marinellina Ruttner-Kolisko, 1955

## Systématique
Cet ordre a été décrit par Remane en 1925.

## Publication originale
- (de) Remane, « Organisation und systematische Stellung der aberranten Gastrotrichen », Verhandlungen der Deutschen Zoologischen Gesellschaft, 1925, vol. 30, p. 121-128.